# Anita Baierl
Anita Baierl (* 18. Juni 1988 in Kremsmünster) ist eine ehemalige österreichische Mittelstrecken- und Langstreckenläuferin. Zwischen 2010 und 2014 war sie elf Mal Staatsmeisterin im Crosslauf, über 1500, 3000, 5000 und 10.000 Meter sowie im 10-km-Straßenlauf. 2016 wurde sie Marathonstaatsmeisterin.

## Werdegang
Anita Baierl startete für den TuS Kremsmünster, trainiert wurde sie bis 2009 von Karlheinz Meidinger und dann bis 2016 von ihrem Vater Johannes Baierl.
Auch ihre Mutter Helga ist als Läuferin aktiv.

Erste Erfolge errang Anita Baierl bereits als Juniorin, sie stieß bei internationalen Berglauf-Meisterschaften drei Mal in die Top 10 vor.
In der Allgemeinen Klasse gewann sie 2010 ihre ersten nationalen Titel, sie wurde Hallen-Staatsmeisterin über 3000 Meter und Staatsmeisterin über 10 km. In den Folgejahren 2011 und 2012 gleichermaßen wurde sie Staatsmeisterin im Crosslauf und über 5000 Meter. Gemeinsam mit Andreas Vojta gewann sie 2012 den Wiener „Sie + Er-Lauf“ in der Elite-Klasse.
In ihrem erfolgreichsten Jahr 2013 gewann sie nicht nur die Staatsmeisterschaften über 1500, 5000 Meter und 10 km, sondern war auch Teilnehmerin der Team-Europameisterschaft über 5000 Meter in Kaunas, wo sie Fünfte wurde.
2014 trat sie im Gegensatz zu den Vorjahren nicht mehr bei Läufen unter 5000 Meter an und verstärkte stattdessen ihr Engagement bei Langstreckenläufen.
Sie trat erstmals im Oktober bei den Staatsmeisterschaften im Halbmarathon im Rahmen des Salzburger Jedermannlaufs an und wurde auf Anhieb hinter Jennifer Wenth Vizestaatsmeisterin.
Bei ihrem zweiten Halbmarathon, dem Berliner Halbmarathon 2015, wurde sie Vierte mit einer persönlichen Bestleistung von 1:13,23 h, zugleich dem dritten Platz der  ÖLV-Bestenliste.
Im März 2016 holte sie sich bei ihrem ersten Marathonstart in Salzburg den Staatsmeistertitel. Sie arbeitet Teilzeit als Bürokauffrau in Wels.
Im Dezember 2019 verkündete Anita Baierl ihren Rücktritt vom Laufsport zum Jahresende.

### Persönliche Bestzeiten
Baierl ist folgende persönliche Bestzeiten gelaufen:
- Marathon: 2:42:35 h – 2016, Salzburg
- Halbmarathon: 1:13:23 h – 2015, Berlin
- 10 km: 34:00 min – 2015, Bamberg
- 10.000 m: 33:48,62 min (Bahn) – 2015, Ohrdruf
- 5000 m: 16:19,65 min (Bahn) – 2014, Koblenz
- 3000 m: 9:22,21 min (Bahn) – 2012, Andorf
- 1500 m: 4:25,49 min (Bahn) – 2012, Wien
- 1000 m: 2:48,47 min (Bahn) – 2012, Wien
- 800 m: 2:12,58 min (Bahn) – 2012, Vöcklabruck